# Centre de patents de la Universitat de Barcelona
El centre de patents de la Universitat de Barcelona és un centre de recerca de la Universitat de Barcelona creat l'any 1987 com a part del programa Comett de la Comunitat Econòmica Europea, i situat al Parc Científic de la Universitat de Barcelona. Es dedica principalment a tasques de recerca, divulgació i docència en el camp de la propietat industrial i de la documentació. És una de les principals sol·licitants de patents de Catalunya.
És també un dels agents del Sistema d'Innovació del Grup UB, dins del qual s'encarrega de la protecció per patent dels resultats de la recerca (en 1989 la universitat va començar a gestionar primer a través del Centre de Patents i després amb la Fundació Bosch i Gimpera), d'acord amb la Normativa sobre Propietat Industrial i Intel·lectual de la UB i en col·laboració amb l'Àrea de Valorització i Llicències de la Fundació Bosch i Gimpera.
A més a més, organitza cursos i seminaris informatius i permet l'accés al seu fons documental, constituït per més de tres milions de patents internacionals, més de mil set-cents llibres sobre propietat industrial i intel·lectual i una gran quantitat de revistes i butlletins, així com fòrums de discussió.
La primera patent de la UB es va sol·licitar el 1989 amb el nom «Reactor nuclear electroquímico híbrido basado en la fusión fría híbrida (H,D) en una matriz sólida» que correspon a la patent espanyola nº ES2015732.
El gener del 2018 es van superar les 1.000 patents gestionades. Només des de 2004, la llicència de tecnologies ha originat per la Universitat de Barcelona un retorn de més de 2,8 milions d'euros.
Els perfils professionals dels tècnics de les patents són amb formació cientificotècnica amb especialització en l'àrea tècnica o científica en la qual es treballi la patentabilitat. Es valoren no sols els coneixements de patents si no també els coneixements sobre documentació. En particular, el centre de patents de la UB està especialment enfocat cap a les àrees de química, biologia, bioquímica o biotecnologia, tot encara que aquestes àrees no són restrictives.
Els principals clients són particulars que treballen en àrees generals, les principals empreses que recorren al Centre de Patents són de l'àrea de la farmàcia, química, biologia, bioquímica o biotecnologia.
Els principals usuaris del servei d'informació del Centre de patents són advocats i tècnics especialitzats en l'àmbit. Els documents de patents es troben en Internet, en diferents bases de dades tant obertes com professionals, per la qual cosa el principal recurs disponible de la biblioteca són publicacions actualitzades i llibres de teoria en l'àmbit de les patents, propietat industrial i propietat intel·lectual. També s'ofereix un servei de subministrament de còpies de documents de patents, encara que cada vegada s'utilitza menys, donat el fet abans esmentat, que els documents de patents ja són presents en bases de dades gratuïtes o de pagament en Internet.